# Rappinlaine
Die Rappinlaine, im Oberlauf Rappinbach ist ein linker Nebenfluss der Großen Laine in Oberbayern.
Die Rappinlaine entsteht an den Südabfällen des Rabenkopfes vorwiegend zwischen der Staffelalm und der Kochler Alm.
Nach der Rappinalm hat der Bach bis zur Mündung in die Große Laine die tiefe Rappinschlucht gegraben, mit Wasserfällen bis zu 40 m Fallhöhe.

## Galerie

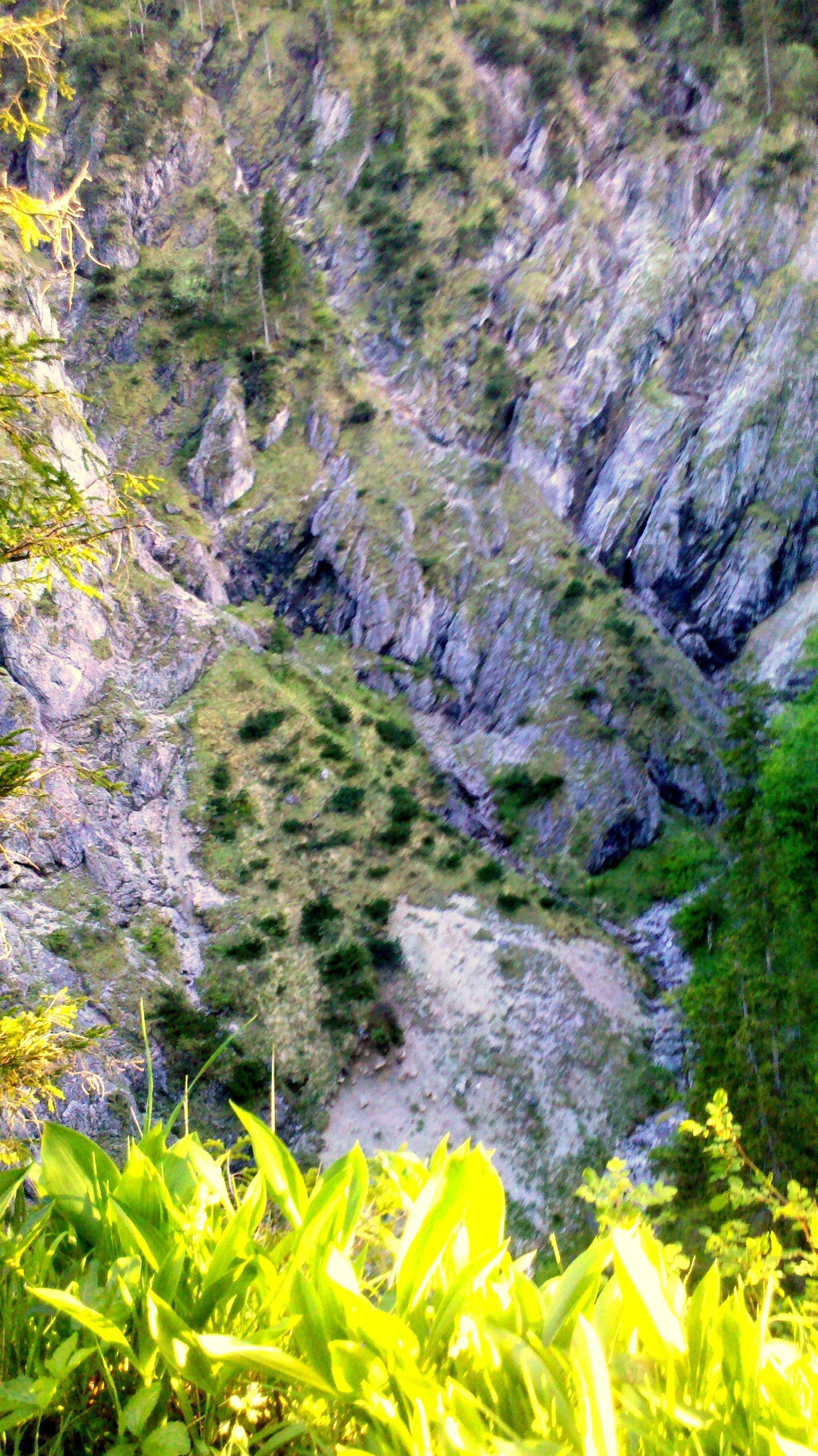
Rappinschlucht